# مونيسترول دي كالديرس (برشلونة)
بلدية مونيسترول دي كالديرس (بالكاتالانية: Monistrol de Calders) هي إحدى بلديات مقاطعة برشلونة، والتي تقع في منطقة كاتالونيا، شرق إسبانيا.
يبلغ عدد سكانها 702 نسمة وفقاً لإحصائية سنة (2007).